# Bill Alves
William Clarence „Bill“ Alves (* 25. April 1960 in San Antonio, Texas) ist ein US-amerikanischer Komponist und Multimediakünstler.

## Leben
Alves studierte 1993–94 als Fulbright Senior Scholar Fellow in Indonesien die Gamelanmusik auf Java und Bali. Er unterrichtet am Harvey Mudd College (HMC) der Claremont Graduate University in Kalifornien. Dort gründete er das HMC American Gamelan, ein Ensemble, das auf Instrumenten der Gamelanmusik zeitgenössische Musik spielt. Außerdem ist er einer der Organisatoren des MicroFest, eines jährlichen Festivals für neue Musik in Südkalifornien.
Alves komponierte u. a. Orchesterwerke (darunter ein Klavierkonzert), Werke für Gamelaninstrumente, elektronische Musik, Werke für Soloinstrumente und für Kammerensembles, Chor- und Vokalwerke. Kompositionen Alves’ erschienen auf den CDs The Terrain of Possibilities, Imbal-Imbalan, Mystic Canyon und Guitars and Gamelan. In Zusammenarbeit mit dem Computeranimations-Pionier John Whitney entstand die abstrakte Computeranimation mit Musik Celestial Dance. In mehreren Auflagen erschien sein Buch Music of the Peoples of the World. Mit Brett Campbell verfasste er die Biographie Lou Harrison: American Musical Maverick. Außerdem verfasste er Beiträge für Zeitschriften wie Organised Sound, Perspectives of New Music, Computer Music Journal, SEAMUS Journal und 1/1.